# Candillargues
Candillargues är en kommun i departementet Hérault i regionen Occitanien i södra Frankrike. Kommunen ligger i kantonen Mauguio som tillhör arrondissementet Montpellier. År 2022 hade Candillargues 2 102 invånare.

## Befolkningsutveckling
Antalet invånare i kommunen Candillargues
Referens:INSEE